# Lijst van rijksmonumenten in Oldambt

De gemeente Oldambt

De gemeente Oldambt telt 216 inschrijvingen in het rijksmonumentenregister. Hieronder een overzicht. 

## Bad Nieuweschans
De plaats Bad Nieuweschans telt 47 inschrijvingen in het rijksmonumentenregister. Zie de Lijst van rijksmonumenten in Bad Nieuweschans voor een overzicht.

## Beerta
De plaats Beerta telt 13 inschrijvingen in het rijksmonumentenregister. Zie de Lijst van rijksmonumenten in Beerta voor een overzicht.

## Drieborg
De plaats Drieborg telt 1 inschrijving in het rijksmonumentenregister.
| Object | Oorspronkelijke functie? | Bouwjaar | Architect | Locatie          | Coördinaten?                  | Nr.? | Afbeelding        |
| --- | ------------------------ | -------- | --------- | ---------------- | ----------------------------- | ---- | ----------------- |
| Boerderij van het late Oldambtster type met dwarsgebouwd gepleisterd voorhuis met verdieping onder schilddak | Boerderij                |          |           | Schanskerdijk 27 | 53° 11' 56" NB, 7° 11' 21" OL | 8871 | Meer afbeeldingen |

## Finsterwolde
De plaats Finsterwolde telt 8 inschrijvingen in het rijksmonumentenregister. Zie de Lijst van rijksmonumenten in Finsterwolde voor een overzicht.

## Heiligerlee
De plaats Heiligerlee telt 1 inschrijving in het rijksmonumentenregister.
| Object              | Oorspronkelijke functie? | Bouwjaar                                        | Architect                                                                | Locatie              | Coördinaten?                | Nr.?   | Afbeelding        |
| ------------------- | ------------------------ | ----------------------------------------------- | ------------------------------------------------------------------------ | -------------------- | --------------------------- | ------ | ----------------- |
| Graaf Adolfmonument | Gedenkteken              | 1872 1974 (rest.) 1987-'88 (rest.) 1996 (rest.) | J.H. Egenberger en P. Schenkenberg van Mierop (ontwerp) J. Geefs (uitv.) | bij Provincialeweg 7 | 53° 9' 25" NB, 7° 0' 10" OL | 522099 | Meer afbeeldingen |

## Midwolda
De plaats Midwolda telt 22 inschrijvingen in het rijksmonumentenregister. Zie de Lijst van rijksmonumenten in Midwolda voor een overzicht.

## Nieuw-Beerta
De plaats Nieuw-Beerta telt 11 inschrijvingen in het rijksmonumentenregister. Zie de Lijst van rijksmonumenten in Nieuw-Beerta voor een overzicht.

## Nieuw-Scheemda
De plaats Nieuw-Scheemda telt 8 inschrijvingen in het rijksmonumentenregister. Zie de Lijst van rijksmonumenten in Nieuw-Scheemda voor een overzicht.

## Nieuwolda
De plaats Nieuwolda telt 13 inschrijvingen in het rijksmonumentenregister. Zie de Lijst van rijksmonumenten in Nieuwolda voor een overzicht.

## Oostwold
De plaats Oostwold telt 17 inschrijvingen in het rijksmonumentenregister. Zie de Lijst van rijksmonumenten in Oostwold voor een overzicht.

## Scheemda
De plaats Scheemda telt 19 inschrijvingen in het rijksmonumentenregister. Zie de Lijst van rijksmonumenten in Scheemda voor een overzicht.

## Ulsda
De plaats Ulsda telt 1 inschrijving in het rijksmonumentenregister.
| Object            | Oorspronkelijke functie? | Bouwjaar                                   | Architect | Locatie   | Coördinaten?                | Nr.? | Afbeelding  |
| ----------------- | ------------------------ | ------------------------------------------ | --------- | --------- | --------------------------- | ---- | ----------- |
| Redoute van Ulsda | Omwalling                | 1550-1600 1797 (herb.) 1870 (ontmanteling) |           | aan de A7 | 53° 9' 33" NB, 7° 8' 34" OL | 8872 | Upload foto |

## Westerlee
De plaats Westerlee telt 7 inschrijvingen in het rijksmonumentenregister.
| Object                                                                          | Oorspronkelijke functie?  | Bouwjaar                                       | Architect | Locatie             | Coördinaten?                 | Nr.?   | Afbeelding                                                                      |
| ------------------------------------------------------------------------------- | ------------------------- | ---------------------------------------------- | --------- | ------------------- | ---------------------------- | ------ | ------------------------------------------------------------------------------- |
| Hervormde kerk en toren                                                         | Kerk en kerkonderdeel     | 1776-'77 verm. eind 19e eeuw (verhoging toren) |           | Hoofdweg 87         | 53° 8' 32" NB, 6° 58' 54" OL | 33081  | Meer afbeeldingen                                                               |
| Arbeiderswoning onder driezijdig schilddak met wolfseind tegen rechte voorgevel | Woonhuis                  | 1920-1929                                      |           | Engelkeslaan 21     | 53° 8' 12" NB, 6° 58' 39" OL | 522070 | Arbeiderswoning onder driezijdig schilddak met wolfseind tegen rechte voorgevel |
| Stookhut                                                                        | Boerderij                 | 1920-1929                                      |           | bij Engelkeslaan 21 | 53° 8' 12" NB, 6° 58' 39" OL | 522071 | Stookhut                                                                        |
| Kleine schuur onder zadeldak                                                    | Boerderij                 | 1940-1949                                      |           | bij Engelkeslaan 21 | 53° 8' 12" NB, 6° 58' 39" OL | 522072 | Upload foto                                                                     |
| Veldzicht                                                                       | Boerderij                 | 1910                                           | Brill     | Hoofdweg 67         | 53° 8' 27" NB, 6° 58' 35" OL | 522081 | Veldzicht                                                                       |
| Veldzicht, stookhut                                                             | Boerderij                 | ca. 1910                                       |           | bij Hoofdweg 67     | 53° 8' 27" NB, 6° 58' 35" OL | 522082 | Veldzicht, stookhut                                                             |
| Veldzicht, koetshuis                                                            | Bijgebouwen kastelen enz. | ca. 1910                                       |           | bij Hoofdweg 67     | 53° 8' 27" NB, 6° 58' 35" OL | 522083 | Meer afbeeldingen                                                               |

## Winschoten
De plaats Winschoten telt 48 inschrijvingen in het rijksmonumentenregister. Zie de Lijst van rijksmonumenten in Winschoten voor een overzicht.
Eemsdelta ·
Groningen ·
Het Hogeland ·
Midden-Groningen ·
Oldambt ·
Pekela ·
Stadskanaal ·
Veendam ·
Westerkwartier ·
Westerwolde